# 톨룰라 오니
톨룰라 "톨루" 오니(Tolullah Oni, 1980년 ~ )는 나이지리아의 의사, 역학자이다. 도시화, 주거 문제, 식량 문제 등과 건강의 관계를 연구하여 "도시 역학자"로 불린다.

## 일생
1980년 나이지리아 라고스에서 출생하였다. 유니버시티 칼리지 런던에서 의학을 공부한 후 영국과 호주에서 수련하였다. 이후 임페리얼 칼리지 런던에서 박사 학위를 취득하였다.

## 같이 보기
- 역학 (의학)
- 건강불평등
- 국제 보건